# Ара Мюзик
„Ара Мюзик“ е музикална компания в София, България.
Компанията е създадена от Виктор Касъмов на 17 февруари 1997 година. Продуцира попфолк изпълнители, които в медийното пространство се изявяват по „Фен ТВ“ и „Балканика ТВ“.

## Изпълнители

### Солови изпълнители
- Алисия
- Малена
- Румина

### Фолклорни изпълнители
- Галина Димитрова
- Иван Паланов
- Мира Захариева

### Оркестри, дуети и групи
- дует Пирин

### Поп изпълнители
- Дарко

### Изпълнители, напуснали Ара Мюзик
- Аделина - в Ара мюзик/Атлантик мюзик само 2005
- Алекса – в Ара мюзик от 2014 до 2018
- Александър – в Ара мюзик от 2014 до 2016
- Ангел – в Ара мюзик от 2010 до 2015
- Биляна Манолова – в Ара мюзик от 2011 до 2014
- Бриана – в Ара мюзик от 2007 до 2009
- Буболина – в Ара мюзик от 2001 до 2003
- Ванина – в Ара мюзик от 2007 до 2009
- Ванеса – в Ара мюзик от 2012 до 2018
- Ваня – в Ара мюзик от 2010 до 2014
- Веско – в Ара мюзик само 2000
- Виктория – в Ара мюзик от 2009 до 2014
- Влади Априлов – в Ара мюзик от 1997 до 2000
- Габриела – в Ара мюзик от 2008 до 2009
- Даниела Никифорова – в Ара мюзик от 1997 до 1999
- Дебора – в Ара мюзик от 2009 до 2016
- Десита – в Ара мюзик от 2002 до 2003
- Джина Стоева – в Ара мюзик от 2000 до 2015
- Джоанна – в Ара мюзик от 2010 до 2013
- Джордан – в Ара мюзик от 2006 до 2013
- Евита – в Ара мюзик от 2002 до 2004
- Емануела – в Ара мюзик от 2006 до 2015
- Жоро – в Ара мюзик от 1998 до 2000
- Зара – в Ара мюзик от 2001 до 2002
- Ивайла – в Ара мюзик от 2015 до 2019
- Ивена – в Ара мюзик от 2002 до 2015
- Ирена – в Ара мюзик от 2014 до 2016
- Кали – в Ара мюзик от 2004 до 2009
- Карлос – в Ара мюзик от 2008 до 2009
- Кати – в Ара мюзик от 1999 до 2006
- Кристиана – в Ара мюзик от 2009 до 2012
- Кристиан – в Ара мюзик от 2012 до 2017
- Крум – в Ара мюзик от 2007 до 2012; от 2020 до 2021
- Люси Манолова – в Ара мюзик от 2014 до 2016
- Марго – в Ара мюзик само 2011
- Мая – в Ара мюзик от 1999 до 2000
- Нина – в Ара мюзик от 2000 до 2001
- Пепа – в Ара мюзик от 2006 до 2013
- Румяна Тодорова – в Ара мюзик от 2000 до 2005
- Сани – в Ара мюзик от 1997 до 2001
- Стефани – в Ара мюзик от 2008 до 2015
- Таня Боева – В Ара мюзик от 1999 до 2002; от 2010 до 2012

### Бивши оркестри, дуети и групи на Ара Мюзик
- Caramel – в Ара мюзик от 2015 до 2018
- Румен и Пауталия – В Ара мюзик от 1997 до 1998
- Южен вятър – В Ара мюзик от 1997 до 2001